# Public Radio International
Public Radio International (PRI) är en Minneapolis-baserad amerikansk public service radio organisation, med kontor i Boston, New York, London och Peking. PRI:s slogan är "Hear a different voice." (Hör en annan röst) PRI är en stor public media skapare och distribuerar också program från många källor, konkurrerar med National Public Radio och American Public Media i att göra program tillgängligt för offentliga radiostationer.